# Gua Sha

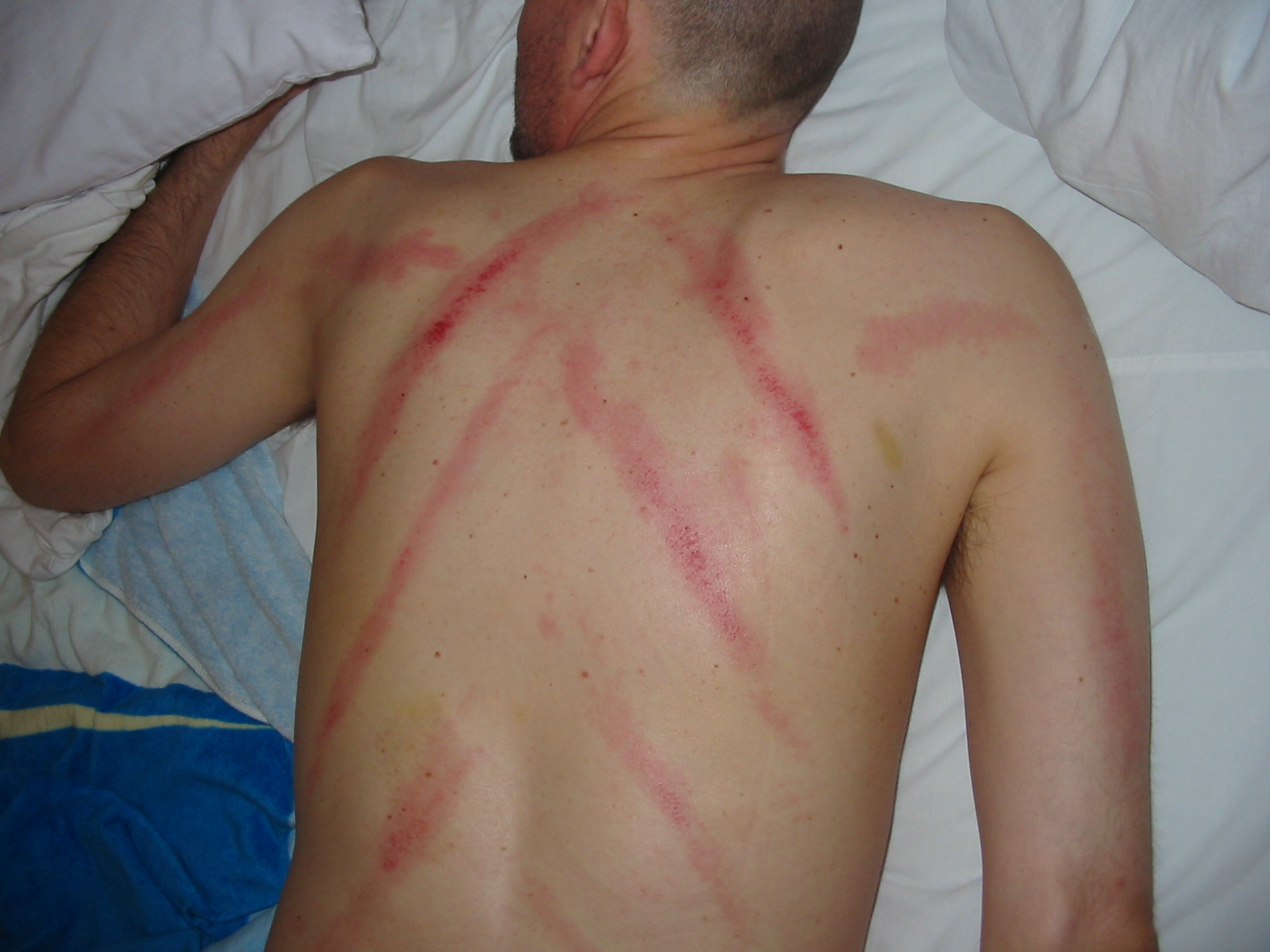
Patient nach der Behandlung

Gua Sha, auch Guasha (chinesisch 刮痧, Pinyin guāshā), setzt sich zusammen aus gua (刮, „schaben“) und sha (痧, „akute Krankheit“ wie  Sonnenstich oder Cholera). Gua Sha ist eine volksheilkundliche Behandlung, die teilweise auch von Anwendern der Traditionellen Chinesischen Medizin verwendet wird. In Ostasien und Südostasien ist Gua Sha unter verschiedenen Bezeichnungen als Heilmethode der Volksmedizin weit verbreitet. Bei dieser Methode wird mit einer abgerundeten Kante eines Porzellanlöffels oder einer Münze mehrmals über einen Bereich der Haut geschabt, bis eine deutliche Verfärbung und Blutungen unter der Haut auftreten.
Gua Sha entspricht auf Vietnamesisch cạo gió. Dies bedeutet wörtlich „windschaben“ und ist ein sehr häufig angewendetes Heilmittel unter Vietnamesen gegen Erkältung und Fieber, wobei die Erkrankung an diesen auch oft trúng gió („vom Wind getroffen“) genannt wird.
Gua Sha ist auch in Indonesien als traditionelle javanesische Technik der Volksheilkunde weit verbreitet und bekannt als kerikan (wörtlich „Schabetechnik“) oder kerok, was von den meisten Indonesiern als „den Wind durch Schaben herausholen“ verstanden wird.
In Japan ist Gua Sha auch als kassa (jap. 刮痧) bekannt.
Die Wirksamkeit des Verfahrens ist wissenschaftlich nicht belegt.

## Die Volksheilkundemethode Gua Sha
Gua Sha ist eine Methode der Volksheilkunde, wobei die Bezeichnung dieser Technik in der jeweiligen Sprache erfolgt:
- Gua Sha ist in der Bevölkerung des fernen Ostens sehr weit verbreitet als Erstmaßnahme bei Krankheiten.
- Gua Sha erfordert keine komplexe medizinische Diagnose.
- Gua Sha ist einfach zu handhaben.

Trotzdem wird Gua Sha auch von Anwendern der Traditionellen Chinesischen Medizin als ein ebenso wichtiger Bestandteil wie das Schröpfen verwendet, wobei Gua Sha und Schröpfen üblicherweise nicht zusammen angewendet werden. Damit ist Gua Sha der häusliche Auftakt einer traditionellen chinesischen Behandlung, wenn das Schaben alleine zur Gesundung nicht ausreichen sollte.

## Die Gua-Sha-Technik
Gua Sha besteht aus wiederholtem Schaben auf eingeölter Haut mit einer abgerundeten Kante. Üblicherweise wird ein chinesischer Porzellansuppenlöffel, eine abgenutzte Münze, abgerundete Tierhörner oder Jade verwendet.
Die abgerundete Kante wird auf die eingeölte Haut gedrückt und entlang der Muskeln oder der Meridiane in ca. 10 bis 15 cm langen Zügen bewegt. Dieses Verfahren verursacht eine verstärkte Durchblutung (Sha) in der Haut, wobei auch Petechien und Ekchymosen entstehen. Es dauert normalerweise 2 bis 4 Tage, bis diese wieder verschwinden. Je stärker die „Blutstase“ (im Sinne der chinesischen Medizin) ist, desto stärker verfärbt sich die Haut. Typischerweise verspüren Patienten sofort eine Erleichterung und Veränderung.
Die Hautverfärbungen durch Gua Sha können leicht als Zeichen körperlicher Misshandlung missgedeutet werden.
Es gibt eine verwandte Technik, ba sha (拔痧,  báshā), oder tsien sha (wörtlich „anheben für Cholera“), die eine ähnliche Wirkung entwickeln soll wie Gua Sha. Bei ba sha hebt man die Haut an und bewegt sie dann zwischen den Fingern, bis Petechien entstehen. Über Sehnen und Bändern oder an den Augenbrauen wird diese Technik eher als Gua Sha durchgeführt.

## Indikationen
Im klassischen chinesischen Gebrauch wird Gua Sha meist angewendet bei:
- Erkältung
- Fieber
- Husten und Atemnot: Bronchitis, Asthma,[5] Emphysem
- Hitzeerschöpfung
- Muskel-, Bänderverletzungen und Steifheit
- Kreislaufschwäche
- Schmerzen[6]
- Kopfschmerzen, Migräne[7]
- Fibromyalgie
- Urologischen Problemen
- Verdauungsproblemen
- Unterstützend bei Lebens- und Rauschmittelvergiftungen

## Kontraindikationen
Gua Sha darf nicht angewendet werden bei:
- Hämophilie
- Frischen Verletzungen
- Hämatomen
- Petechien
- Sonnenbrand
- Ekzemen
- Pickeln
- Leberflecken
- am Abdomen bei Schwangerschaft
- stark geschwächten Patienten

## Gesichtsroller

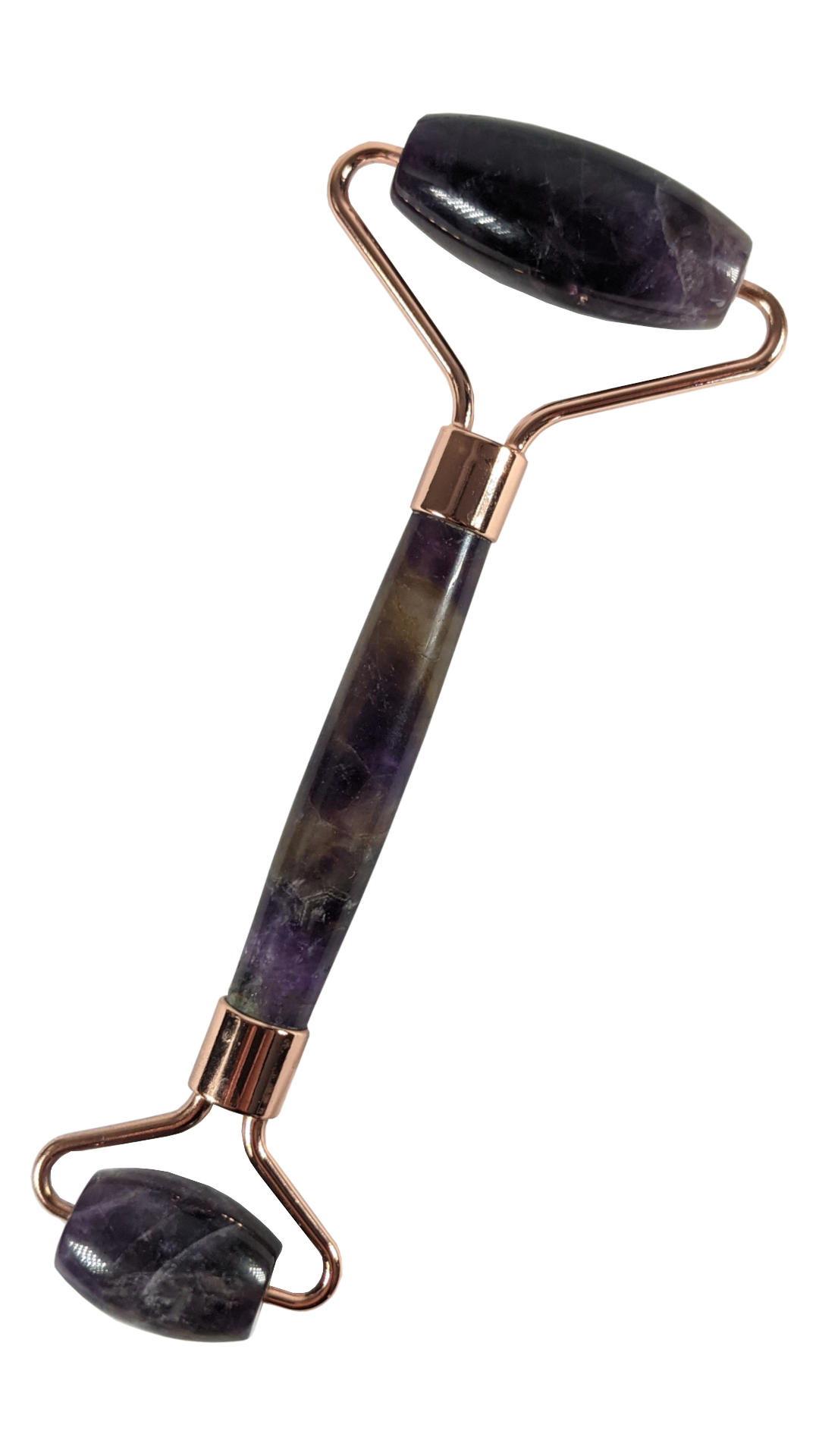
Jade-Roller sollen die Durchblutung fördern.

Eine moderne Anwendung von Gua Sha ist zum Ende des Jahres 2016 durch Influencer auf Instagram, YouTube und Tik Tok bekannt geworden: Der Gesichts- oder auch Jade-Roller. Er besteht aus einem Handstück, an dem zwei glatt polierte Walzen aus Jade oder anderen Schmucksteinen befestigt sind, welche über das Gesicht gerollt werden. Die größere Walze ist für flächigere Gesichtspartien wie Wangen und Stirn und die kleinere Walze u. a. für die Augenpartie gedacht. Zum Teil wird empfohlen, den Roller im Kühlschrank zu lagern, um einen kühlenden Effekt zu erzielen. Die Anwendung des Jade-Rollers soll die Durchblutung fördern, den Lymphfluss anregen und die Haut praller, rosiger und frischer wirken lassen. Eine Studie konnte erste Hinweise für eine durchblutungssteigernde Wirkung zeigen. Zum Teil werden auch Anti-Aging-Effekte und eine Reduzierung von Gesichtsspannungen behauptet sowie den jeweiligen verwendeten Schmucksteinen esoterische Kräfte zugesprochen.

## Rezeption
- Der Film Gua Sha – Die Behandlung aus dem Jahr 2001 vom chinesischen Regisseur Zheng Xiaolong (郑晓龙) thematisiert das Unverständnis, das dieser fernöstlichen Behandlungsmethode im Westen häufig entgegengebracht wird.[13][14]